# كوبا بيرو 1978
كوبا بيرو 1978 هو موسم من كوبا بيرو ‏. فاز فيه Juventud La Palma ‏.